# Метценауера тема
Те́ма Метценауера — тема в шаховій композиції триходового жанру. Суть теми — в рішенні після вступного ходу чорні у варіантах захисту роблять хід фігурою «A» так, що вона опиняється на одній лінії з фігурою «B». Наступним ходом біла лінійна фігура стає в засідку за фігуру «B», змушуючи її ходити, і білі оголошують мат зі взяттям фігури «A».

## Історія
Ідею запропонував у 1932 році німецький шаховий композитор Фердінанд Метценауер (24.03.1908 — 05.03.1968).
Білі роблять вступний хід і у варіантах захисту чорні здвоюють на певних лініях свої фігури — під час тематичного ходу чорна фігура «A» іде на лінію, на якій стоїть тематична фігура «B». Наступним ходом лінійна фігура білих іде в засідку за фігуру «B» і змушує її ходити, внаслідок чого включається лінійна фігура на поле, де стоїть фігура «A», і наступним ходом, оголошуючи мат чорному королю, біла лінійна фігура забирає фігуру «A».
Ідея дістала назву — тема Метценауера.
|   | a | b | c | d | e | f | g | h |   |
| 8 | b8 чорна тура · e8 білий ферзь · c7 чорна тура · d7 білий пішак · c6 чорний пішак · g6 чорний слон · h6 білий кінь · a5 білий слон · c5 білий пішак · b4 чорний кінь · d4 чорний пішак · e4 білий пішак · d3 чорний пішак · e3 чорний слон · f3 чорний пішак · d2 чорний король · f2 чорний пішак · b1 білий король · c1 біла тура · f1 білий слон | b8 чорна тура · e8 білий ферзь · c7 чорна тура · d7 білий пішак · c6 чорний пішак · g6 чорний слон · h6 білий кінь · a5 білий слон · c5 білий пішак · b4 чорний кінь · d4 чорний пішак · e4 білий пішак · d3 чорний пішак · e3 чорний слон · f3 чорний пішак · d2 чорний король · f2 чорний пішак · b1 білий король · c1 біла тура · f1 білий слон | b8 чорна тура · e8 білий ферзь · c7 чорна тура · d7 білий пішак · c6 чорний пішак · g6 чорний слон · h6 білий кінь · a5 білий слон · c5 білий пішак · b4 чорний кінь · d4 чорний пішак · e4 білий пішак · d3 чорний пішак · e3 чорний слон · f3 чорний пішак · d2 чорний король · f2 чорний пішак · b1 білий король · c1 біла тура · f1 білий слон | b8 чорна тура · e8 білий ферзь · c7 чорна тура · d7 білий пішак · c6 чорний пішак · g6 чорний слон · h6 білий кінь · a5 білий слон · c5 білий пішак · b4 чорний кінь · d4 чорний пішак · e4 білий пішак · d3 чорний пішак · e3 чорний слон · f3 чорний пішак · d2 чорний король · f2 чорний пішак · b1 білий король · c1 біла тура · f1 білий слон | b8 чорна тура · e8 білий ферзь · c7 чорна тура · d7 білий пішак · c6 чорний пішак · g6 чорний слон · h6 білий кінь · a5 білий слон · c5 білий пішак · b4 чорний кінь · d4 чорний пішак · e4 білий пішак · d3 чорний пішак · e3 чорний слон · f3 чорний пішак · d2 чорний король · f2 чорний пішак · b1 білий король · c1 біла тура · f1 білий слон | b8 чорна тура · e8 білий ферзь · c7 чорна тура · d7 білий пішак · c6 чорний пішак · g6 чорний слон · h6 білий кінь · a5 білий слон · c5 білий пішак · b4 чорний кінь · d4 чорний пішак · e4 білий пішак · d3 чорний пішак · e3 чорний слон · f3 чорний пішак · d2 чорний король · f2 чорний пішак · b1 білий король · c1 біла тура · f1 білий слон | b8 чорна тура · e8 білий ферзь · c7 чорна тура · d7 білий пішак · c6 чорний пішак · g6 чорний слон · h6 білий кінь · a5 білий слон · c5 білий пішак · b4 чорний кінь · d4 чорний пішак · e4 білий пішак · d3 чорний пішак · e3 чорний слон · f3 чорний пішак · d2 чорний король · f2 чорний пішак · b1 білий король · c1 біла тура · f1 білий слон | b8 чорна тура · e8 білий ферзь · c7 чорна тура · d7 білий пішак · c6 чорний пішак · g6 чорний слон · h6 білий кінь · a5 білий слон · c5 білий пішак · b4 чорний кінь · d4 чорний пішак · e4 білий пішак · d3 чорний пішак · e3 чорний слон · f3 чорний пішак · d2 чорний король · f2 чорний пішак · b1 білий король · c1 біла тура · f1 білий слон | 8 |
| 7 | b8 чорна тура · e8 білий ферзь · c7 чорна тура · d7 білий пішак · c6 чорний пішак · g6 чорний слон · h6 білий кінь · a5 білий слон · c5 білий пішак · b4 чорний кінь · d4 чорний пішак · e4 білий пішак · d3 чорний пішак · e3 чорний слон · f3 чорний пішак · d2 чорний король · f2 чорний пішак · b1 білий король · c1 біла тура · f1 білий слон | b8 чорна тура · e8 білий ферзь · c7 чорна тура · d7 білий пішак · c6 чорний пішак · g6 чорний слон · h6 білий кінь · a5 білий слон · c5 білий пішак · b4 чорний кінь · d4 чорний пішак · e4 білий пішак · d3 чорний пішак · e3 чорний слон · f3 чорний пішак · d2 чорний король · f2 чорний пішак · b1 білий король · c1 біла тура · f1 білий слон | b8 чорна тура · e8 білий ферзь · c7 чорна тура · d7 білий пішак · c6 чорний пішак · g6 чорний слон · h6 білий кінь · a5 білий слон · c5 білий пішак · b4 чорний кінь · d4 чорний пішак · e4 білий пішак · d3 чорний пішак · e3 чорний слон · f3 чорний пішак · d2 чорний король · f2 чорний пішак · b1 білий король · c1 біла тура · f1 білий слон | b8 чорна тура · e8 білий ферзь · c7 чорна тура · d7 білий пішак · c6 чорний пішак · g6 чорний слон · h6 білий кінь · a5 білий слон · c5 білий пішак · b4 чорний кінь · d4 чорний пішак · e4 білий пішак · d3 чорний пішак · e3 чорний слон · f3 чорний пішак · d2 чорний король · f2 чорний пішак · b1 білий король · c1 біла тура · f1 білий слон | b8 чорна тура · e8 білий ферзь · c7 чорна тура · d7 білий пішак · c6 чорний пішак · g6 чорний слон · h6 білий кінь · a5 білий слон · c5 білий пішак · b4 чорний кінь · d4 чорний пішак · e4 білий пішак · d3 чорний пішак · e3 чорний слон · f3 чорний пішак · d2 чорний король · f2 чорний пішак · b1 білий король · c1 біла тура · f1 білий слон | b8 чорна тура · e8 білий ферзь · c7 чорна тура · d7 білий пішак · c6 чорний пішак · g6 чорний слон · h6 білий кінь · a5 білий слон · c5 білий пішак · b4 чорний кінь · d4 чорний пішак · e4 білий пішак · d3 чорний пішак · e3 чорний слон · f3 чорний пішак · d2 чорний король · f2 чорний пішак · b1 білий король · c1 біла тура · f1 білий слон | b8 чорна тура · e8 білий ферзь · c7 чорна тура · d7 білий пішак · c6 чорний пішак · g6 чорний слон · h6 білий кінь · a5 білий слон · c5 білий пішак · b4 чорний кінь · d4 чорний пішак · e4 білий пішак · d3 чорний пішак · e3 чорний слон · f3 чорний пішак · d2 чорний король · f2 чорний пішак · b1 білий король · c1 біла тура · f1 білий слон | b8 чорна тура · e8 білий ферзь · c7 чорна тура · d7 білий пішак · c6 чорний пішак · g6 чорний слон · h6 білий кінь · a5 білий слон · c5 білий пішак · b4 чорний кінь · d4 чорний пішак · e4 білий пішак · d3 чорний пішак · e3 чорний слон · f3 чорний пішак · d2 чорний король · f2 чорний пішак · b1 білий король · c1 біла тура · f1 білий слон | 7 |
| 6 | b8 чорна тура · e8 білий ферзь · c7 чорна тура · d7 білий пішак · c6 чорний пішак · g6 чорний слон · h6 білий кінь · a5 білий слон · c5 білий пішак · b4 чорний кінь · d4 чорний пішак · e4 білий пішак · d3 чорний пішак · e3 чорний слон · f3 чорний пішак · d2 чорний король · f2 чорний пішак · b1 білий король · c1 біла тура · f1 білий слон | b8 чорна тура · e8 білий ферзь · c7 чорна тура · d7 білий пішак · c6 чорний пішак · g6 чорний слон · h6 білий кінь · a5 білий слон · c5 білий пішак · b4 чорний кінь · d4 чорний пішак · e4 білий пішак · d3 чорний пішак · e3 чорний слон · f3 чорний пішак · d2 чорний король · f2 чорний пішак · b1 білий король · c1 біла тура · f1 білий слон | b8 чорна тура · e8 білий ферзь · c7 чорна тура · d7 білий пішак · c6 чорний пішак · g6 чорний слон · h6 білий кінь · a5 білий слон · c5 білий пішак · b4 чорний кінь · d4 чорний пішак · e4 білий пішак · d3 чорний пішак · e3 чорний слон · f3 чорний пішак · d2 чорний король · f2 чорний пішак · b1 білий король · c1 біла тура · f1 білий слон | b8 чорна тура · e8 білий ферзь · c7 чорна тура · d7 білий пішак · c6 чорний пішак · g6 чорний слон · h6 білий кінь · a5 білий слон · c5 білий пішак · b4 чорний кінь · d4 чорний пішак · e4 білий пішак · d3 чорний пішак · e3 чорний слон · f3 чорний пішак · d2 чорний король · f2 чорний пішак · b1 білий король · c1 біла тура · f1 білий слон | b8 чорна тура · e8 білий ферзь · c7 чорна тура · d7 білий пішак · c6 чорний пішак · g6 чорний слон · h6 білий кінь · a5 білий слон · c5 білий пішак · b4 чорний кінь · d4 чорний пішак · e4 білий пішак · d3 чорний пішак · e3 чорний слон · f3 чорний пішак · d2 чорний король · f2 чорний пішак · b1 білий король · c1 біла тура · f1 білий слон | b8 чорна тура · e8 білий ферзь · c7 чорна тура · d7 білий пішак · c6 чорний пішак · g6 чорний слон · h6 білий кінь · a5 білий слон · c5 білий пішак · b4 чорний кінь · d4 чорний пішак · e4 білий пішак · d3 чорний пішак · e3 чорний слон · f3 чорний пішак · d2 чорний король · f2 чорний пішак · b1 білий король · c1 біла тура · f1 білий слон | b8 чорна тура · e8 білий ферзь · c7 чорна тура · d7 білий пішак · c6 чорний пішак · g6 чорний слон · h6 білий кінь · a5 білий слон · c5 білий пішак · b4 чорний кінь · d4 чорний пішак · e4 білий пішак · d3 чорний пішак · e3 чорний слон · f3 чорний пішак · d2 чорний король · f2 чорний пішак · b1 білий король · c1 біла тура · f1 білий слон | b8 чорна тура · e8 білий ферзь · c7 чорна тура · d7 білий пішак · c6 чорний пішак · g6 чорний слон · h6 білий кінь · a5 білий слон · c5 білий пішак · b4 чорний кінь · d4 чорний пішак · e4 білий пішак · d3 чорний пішак · e3 чорний слон · f3 чорний пішак · d2 чорний король · f2 чорний пішак · b1 білий король · c1 біла тура · f1 білий слон | 6 |
| 5 | b8 чорна тура · e8 білий ферзь · c7 чорна тура · d7 білий пішак · c6 чорний пішак · g6 чорний слон · h6 білий кінь · a5 білий слон · c5 білий пішак · b4 чорний кінь · d4 чорний пішак · e4 білий пішак · d3 чорний пішак · e3 чорний слон · f3 чорний пішак · d2 чорний король · f2 чорний пішак · b1 білий король · c1 біла тура · f1 білий слон | b8 чорна тура · e8 білий ферзь · c7 чорна тура · d7 білий пішак · c6 чорний пішак · g6 чорний слон · h6 білий кінь · a5 білий слон · c5 білий пішак · b4 чорний кінь · d4 чорний пішак · e4 білий пішак · d3 чорний пішак · e3 чорний слон · f3 чорний пішак · d2 чорний король · f2 чорний пішак · b1 білий король · c1 біла тура · f1 білий слон | b8 чорна тура · e8 білий ферзь · c7 чорна тура · d7 білий пішак · c6 чорний пішак · g6 чорний слон · h6 білий кінь · a5 білий слон · c5 білий пішак · b4 чорний кінь · d4 чорний пішак · e4 білий пішак · d3 чорний пішак · e3 чорний слон · f3 чорний пішак · d2 чорний король · f2 чорний пішак · b1 білий король · c1 біла тура · f1 білий слон | b8 чорна тура · e8 білий ферзь · c7 чорна тура · d7 білий пішак · c6 чорний пішак · g6 чорний слон · h6 білий кінь · a5 білий слон · c5 білий пішак · b4 чорний кінь · d4 чорний пішак · e4 білий пішак · d3 чорний пішак · e3 чорний слон · f3 чорний пішак · d2 чорний король · f2 чорний пішак · b1 білий король · c1 біла тура · f1 білий слон | b8 чорна тура · e8 білий ферзь · c7 чорна тура · d7 білий пішак · c6 чорний пішак · g6 чорний слон · h6 білий кінь · a5 білий слон · c5 білий пішак · b4 чорний кінь · d4 чорний пішак · e4 білий пішак · d3 чорний пішак · e3 чорний слон · f3 чорний пішак · d2 чорний король · f2 чорний пішак · b1 білий король · c1 біла тура · f1 білий слон | b8 чорна тура · e8 білий ферзь · c7 чорна тура · d7 білий пішак · c6 чорний пішак · g6 чорний слон · h6 білий кінь · a5 білий слон · c5 білий пішак · b4 чорний кінь · d4 чорний пішак · e4 білий пішак · d3 чорний пішак · e3 чорний слон · f3 чорний пішак · d2 чорний король · f2 чорний пішак · b1 білий король · c1 біла тура · f1 білий слон | b8 чорна тура · e8 білий ферзь · c7 чорна тура · d7 білий пішак · c6 чорний пішак · g6 чорний слон · h6 білий кінь · a5 білий слон · c5 білий пішак · b4 чорний кінь · d4 чорний пішак · e4 білий пішак · d3 чорний пішак · e3 чорний слон · f3 чорний пішак · d2 чорний король · f2 чорний пішак · b1 білий король · c1 біла тура · f1 білий слон | b8 чорна тура · e8 білий ферзь · c7 чорна тура · d7 білий пішак · c6 чорний пішак · g6 чорний слон · h6 білий кінь · a5 білий слон · c5 білий пішак · b4 чорний кінь · d4 чорний пішак · e4 білий пішак · d3 чорний пішак · e3 чорний слон · f3 чорний пішак · d2 чорний король · f2 чорний пішак · b1 білий король · c1 біла тура · f1 білий слон | 5 |
| 4 | b8 чорна тура · e8 білий ферзь · c7 чорна тура · d7 білий пішак · c6 чорний пішак · g6 чорний слон · h6 білий кінь · a5 білий слон · c5 білий пішак · b4 чорний кінь · d4 чорний пішак · e4 білий пішак · d3 чорний пішак · e3 чорний слон · f3 чорний пішак · d2 чорний король · f2 чорний пішак · b1 білий король · c1 біла тура · f1 білий слон | b8 чорна тура · e8 білий ферзь · c7 чорна тура · d7 білий пішак · c6 чорний пішак · g6 чорний слон · h6 білий кінь · a5 білий слон · c5 білий пішак · b4 чорний кінь · d4 чорний пішак · e4 білий пішак · d3 чорний пішак · e3 чорний слон · f3 чорний пішак · d2 чорний король · f2 чорний пішак · b1 білий король · c1 біла тура · f1 білий слон | b8 чорна тура · e8 білий ферзь · c7 чорна тура · d7 білий пішак · c6 чорний пішак · g6 чорний слон · h6 білий кінь · a5 білий слон · c5 білий пішак · b4 чорний кінь · d4 чорний пішак · e4 білий пішак · d3 чорний пішак · e3 чорний слон · f3 чорний пішак · d2 чорний король · f2 чорний пішак · b1 білий король · c1 біла тура · f1 білий слон | b8 чорна тура · e8 білий ферзь · c7 чорна тура · d7 білий пішак · c6 чорний пішак · g6 чорний слон · h6 білий кінь · a5 білий слон · c5 білий пішак · b4 чорний кінь · d4 чорний пішак · e4 білий пішак · d3 чорний пішак · e3 чорний слон · f3 чорний пішак · d2 чорний король · f2 чорний пішак · b1 білий король · c1 біла тура · f1 білий слон | b8 чорна тура · e8 білий ферзь · c7 чорна тура · d7 білий пішак · c6 чорний пішак · g6 чорний слон · h6 білий кінь · a5 білий слон · c5 білий пішак · b4 чорний кінь · d4 чорний пішак · e4 білий пішак · d3 чорний пішак · e3 чорний слон · f3 чорний пішак · d2 чорний король · f2 чорний пішак · b1 білий король · c1 біла тура · f1 білий слон | b8 чорна тура · e8 білий ферзь · c7 чорна тура · d7 білий пішак · c6 чорний пішак · g6 чорний слон · h6 білий кінь · a5 білий слон · c5 білий пішак · b4 чорний кінь · d4 чорний пішак · e4 білий пішак · d3 чорний пішак · e3 чорний слон · f3 чорний пішак · d2 чорний король · f2 чорний пішак · b1 білий король · c1 біла тура · f1 білий слон | b8 чорна тура · e8 білий ферзь · c7 чорна тура · d7 білий пішак · c6 чорний пішак · g6 чорний слон · h6 білий кінь · a5 білий слон · c5 білий пішак · b4 чорний кінь · d4 чорний пішак · e4 білий пішак · d3 чорний пішак · e3 чорний слон · f3 чорний пішак · d2 чорний король · f2 чорний пішак · b1 білий король · c1 біла тура · f1 білий слон | b8 чорна тура · e8 білий ферзь · c7 чорна тура · d7 білий пішак · c6 чорний пішак · g6 чорний слон · h6 білий кінь · a5 білий слон · c5 білий пішак · b4 чорний кінь · d4 чорний пішак · e4 білий пішак · d3 чорний пішак · e3 чорний слон · f3 чорний пішак · d2 чорний король · f2 чорний пішак · b1 білий король · c1 біла тура · f1 білий слон | 4 |
| 3 | b8 чорна тура · e8 білий ферзь · c7 чорна тура · d7 білий пішак · c6 чорний пішак · g6 чорний слон · h6 білий кінь · a5 білий слон · c5 білий пішак · b4 чорний кінь · d4 чорний пішак · e4 білий пішак · d3 чорний пішак · e3 чорний слон · f3 чорний пішак · d2 чорний король · f2 чорний пішак · b1 білий король · c1 біла тура · f1 білий слон | b8 чорна тура · e8 білий ферзь · c7 чорна тура · d7 білий пішак · c6 чорний пішак · g6 чорний слон · h6 білий кінь · a5 білий слон · c5 білий пішак · b4 чорний кінь · d4 чорний пішак · e4 білий пішак · d3 чорний пішак · e3 чорний слон · f3 чорний пішак · d2 чорний король · f2 чорний пішак · b1 білий король · c1 біла тура · f1 білий слон | b8 чорна тура · e8 білий ферзь · c7 чорна тура · d7 білий пішак · c6 чорний пішак · g6 чорний слон · h6 білий кінь · a5 білий слон · c5 білий пішак · b4 чорний кінь · d4 чорний пішак · e4 білий пішак · d3 чорний пішак · e3 чорний слон · f3 чорний пішак · d2 чорний король · f2 чорний пішак · b1 білий король · c1 біла тура · f1 білий слон | b8 чорна тура · e8 білий ферзь · c7 чорна тура · d7 білий пішак · c6 чорний пішак · g6 чорний слон · h6 білий кінь · a5 білий слон · c5 білий пішак · b4 чорний кінь · d4 чорний пішак · e4 білий пішак · d3 чорний пішак · e3 чорний слон · f3 чорний пішак · d2 чорний король · f2 чорний пішак · b1 білий король · c1 біла тура · f1 білий слон | b8 чорна тура · e8 білий ферзь · c7 чорна тура · d7 білий пішак · c6 чорний пішак · g6 чорний слон · h6 білий кінь · a5 білий слон · c5 білий пішак · b4 чорний кінь · d4 чорний пішак · e4 білий пішак · d3 чорний пішак · e3 чорний слон · f3 чорний пішак · d2 чорний король · f2 чорний пішак · b1 білий король · c1 біла тура · f1 білий слон | b8 чорна тура · e8 білий ферзь · c7 чорна тура · d7 білий пішак · c6 чорний пішак · g6 чорний слон · h6 білий кінь · a5 білий слон · c5 білий пішак · b4 чорний кінь · d4 чорний пішак · e4 білий пішак · d3 чорний пішак · e3 чорний слон · f3 чорний пішак · d2 чорний король · f2 чорний пішак · b1 білий король · c1 біла тура · f1 білий слон | b8 чорна тура · e8 білий ферзь · c7 чорна тура · d7 білий пішак · c6 чорний пішак · g6 чорний слон · h6 білий кінь · a5 білий слон · c5 білий пішак · b4 чорний кінь · d4 чорний пішак · e4 білий пішак · d3 чорний пішак · e3 чорний слон · f3 чорний пішак · d2 чорний король · f2 чорний пішак · b1 білий король · c1 біла тура · f1 білий слон | b8 чорна тура · e8 білий ферзь · c7 чорна тура · d7 білий пішак · c6 чорний пішак · g6 чорний слон · h6 білий кінь · a5 білий слон · c5 білий пішак · b4 чорний кінь · d4 чорний пішак · e4 білий пішак · d3 чорний пішак · e3 чорний слон · f3 чорний пішак · d2 чорний король · f2 чорний пішак · b1 білий король · c1 біла тура · f1 білий слон | 3 |
| 2 | b8 чорна тура · e8 білий ферзь · c7 чорна тура · d7 білий пішак · c6 чорний пішак · g6 чорний слон · h6 білий кінь · a5 білий слон · c5 білий пішак · b4 чорний кінь · d4 чорний пішак · e4 білий пішак · d3 чорний пішак · e3 чорний слон · f3 чорний пішак · d2 чорний король · f2 чорний пішак · b1 білий король · c1 біла тура · f1 білий слон | b8 чорна тура · e8 білий ферзь · c7 чорна тура · d7 білий пішак · c6 чорний пішак · g6 чорний слон · h6 білий кінь · a5 білий слон · c5 білий пішак · b4 чорний кінь · d4 чорний пішак · e4 білий пішак · d3 чорний пішак · e3 чорний слон · f3 чорний пішак · d2 чорний король · f2 чорний пішак · b1 білий король · c1 біла тура · f1 білий слон | b8 чорна тура · e8 білий ферзь · c7 чорна тура · d7 білий пішак · c6 чорний пішак · g6 чорний слон · h6 білий кінь · a5 білий слон · c5 білий пішак · b4 чорний кінь · d4 чорний пішак · e4 білий пішак · d3 чорний пішак · e3 чорний слон · f3 чорний пішак · d2 чорний король · f2 чорний пішак · b1 білий король · c1 біла тура · f1 білий слон | b8 чорна тура · e8 білий ферзь · c7 чорна тура · d7 білий пішак · c6 чорний пішак · g6 чорний слон · h6 білий кінь · a5 білий слон · c5 білий пішак · b4 чорний кінь · d4 чорний пішак · e4 білий пішак · d3 чорний пішак · e3 чорний слон · f3 чорний пішак · d2 чорний король · f2 чорний пішак · b1 білий король · c1 біла тура · f1 білий слон | b8 чорна тура · e8 білий ферзь · c7 чорна тура · d7 білий пішак · c6 чорний пішак · g6 чорний слон · h6 білий кінь · a5 білий слон · c5 білий пішак · b4 чорний кінь · d4 чорний пішак · e4 білий пішак · d3 чорний пішак · e3 чорний слон · f3 чорний пішак · d2 чорний король · f2 чорний пішак · b1 білий король · c1 біла тура · f1 білий слон | b8 чорна тура · e8 білий ферзь · c7 чорна тура · d7 білий пішак · c6 чорний пішак · g6 чорний слон · h6 білий кінь · a5 білий слон · c5 білий пішак · b4 чорний кінь · d4 чорний пішак · e4 білий пішак · d3 чорний пішак · e3 чорний слон · f3 чорний пішак · d2 чорний король · f2 чорний пішак · b1 білий король · c1 біла тура · f1 білий слон | b8 чорна тура · e8 білий ферзь · c7 чорна тура · d7 білий пішак · c6 чорний пішак · g6 чорний слон · h6 білий кінь · a5 білий слон · c5 білий пішак · b4 чорний кінь · d4 чорний пішак · e4 білий пішак · d3 чорний пішак · e3 чорний слон · f3 чорний пішак · d2 чорний король · f2 чорний пішак · b1 білий король · c1 біла тура · f1 білий слон | b8 чорна тура · e8 білий ферзь · c7 чорна тура · d7 білий пішак · c6 чорний пішак · g6 чорний слон · h6 білий кінь · a5 білий слон · c5 білий пішак · b4 чорний кінь · d4 чорний пішак · e4 білий пішак · d3 чорний пішак · e3 чорний слон · f3 чорний пішак · d2 чорний король · f2 чорний пішак · b1 білий король · c1 біла тура · f1 білий слон | 2 |
| 1 | b8 чорна тура · e8 білий ферзь · c7 чорна тура · d7 білий пішак · c6 чорний пішак · g6 чорний слон · h6 білий кінь · a5 білий слон · c5 білий пішак · b4 чорний кінь · d4 чорний пішак · e4 білий пішак · d3 чорний пішак · e3 чорний слон · f3 чорний пішак · d2 чорний король · f2 чорний пішак · b1 білий король · c1 біла тура · f1 білий слон | b8 чорна тура · e8 білий ферзь · c7 чорна тура · d7 білий пішак · c6 чорний пішак · g6 чорний слон · h6 білий кінь · a5 білий слон · c5 білий пішак · b4 чорний кінь · d4 чорний пішак · e4 білий пішак · d3 чорний пішак · e3 чорний слон · f3 чорний пішак · d2 чорний король · f2 чорний пішак · b1 білий король · c1 біла тура · f1 білий слон | b8 чорна тура · e8 білий ферзь · c7 чорна тура · d7 білий пішак · c6 чорний пішак · g6 чорний слон · h6 білий кінь · a5 білий слон · c5 білий пішак · b4 чорний кінь · d4 чорний пішак · e4 білий пішак · d3 чорний пішак · e3 чорний слон · f3 чорний пішак · d2 чорний король · f2 чорний пішак · b1 білий король · c1 біла тура · f1 білий слон | b8 чорна тура · e8 білий ферзь · c7 чорна тура · d7 білий пішак · c6 чорний пішак · g6 чорний слон · h6 білий кінь · a5 білий слон · c5 білий пішак · b4 чорний кінь · d4 чорний пішак · e4 білий пішак · d3 чорний пішак · e3 чорний слон · f3 чорний пішак · d2 чорний король · f2 чорний пішак · b1 білий король · c1 біла тура · f1 білий слон | b8 чорна тура · e8 білий ферзь · c7 чорна тура · d7 білий пішак · c6 чорний пішак · g6 чорний слон · h6 білий кінь · a5 білий слон · c5 білий пішак · b4 чорний кінь · d4 чорний пішак · e4 білий пішак · d3 чорний пішак · e3 чорний слон · f3 чорний пішак · d2 чорний король · f2 чорний пішак · b1 білий король · c1 біла тура · f1 білий слон | b8 чорна тура · e8 білий ферзь · c7 чорна тура · d7 білий пішак · c6 чорний пішак · g6 чорний слон · h6 білий кінь · a5 білий слон · c5 білий пішак · b4 чорний кінь · d4 чорний пішак · e4 білий пішак · d3 чорний пішак · e3 чорний слон · f3 чорний пішак · d2 чорний король · f2 чорний пішак · b1 білий король · c1 біла тура · f1 білий слон | b8 чорна тура · e8 білий ферзь · c7 чорна тура · d7 білий пішак · c6 чорний пішак · g6 чорний слон · h6 білий кінь · a5 білий слон · c5 білий пішак · b4 чорний кінь · d4 чорний пішак · e4 білий пішак · d3 чорний пішак · e3 чорний слон · f3 чорний пішак · d2 чорний король · f2 чорний пішак · b1 білий король · c1 біла тура · f1 білий слон | b8 чорна тура · e8 білий ферзь · c7 чорна тура · d7 білий пішак · c6 чорний пішак · g6 чорний слон · h6 білий кінь · a5 білий слон · c5 білий пішак · b4 чорний кінь · d4 чорний пішак · e4 білий пішак · d3 чорний пішак · e3 чорний слон · f3 чорний пішак · d2 чорний король · f2 чорний пішак · b1 білий король · c1 біла тура · f1 білий слон | 1 |
|   | a | b | c | d | e | f | g | h |   |

FEN: 1r2Q3/2rP4/2p3bN/B1P5/1n1pP3/3pbp2/3k1p2/1KR2B2
1. Sg4! ~ 2. Se5 Bh6 3. Sc4#
1. ... Bf4 2. Qxb8 ~ 3. Qb4#
    2. ... Rb7 3. Qxf4#
1. ... Bg5 2. Qg8! ~ 3. Qa2#
    2. ... Bf7 3. Qg5#
1. ... Bh6 2. Qe6! Bf7 3. Qh6#
В задачі тема пройшла тричі.